# Jean-Baptiste Annibal Aubert du Bayet
Jean-Baptiste Annibal Aubert du Bayet   (Baton Rouge, 19 d'agost de 1757 - Constantinoble, 17 de desembre de 1797) fou un general i polític francès durant el període de la Revolució Francesa.
Aubert du Bayet va néixer a Baton-Rouge a la colònia francesa nord-americana de Louisiana el 1759. Aubert du Bayet va participar en les campanyes a Amèrica durant la Guerra de la Independència dels Estats Units.

## Revolució francesa
Aubert du Bayet va arribar a França al començament de la Revolució, però inicialment era hostil a les idees revolucionàries. Mentre es trobava a Metz, de jove capità, va publicar un fulletó anti-jueu titulat Le cri du citoyen contre les Juifs. Tot i això, aviat va veure que podia servir les seves ambicions. Va esdevenir membre de la legislatura el 1791. Aubert du Bayet va ser president de l'Assemblea Nacional francesa (l'"Assemblea Legislativa") del 8 de juliol de 1792 al 22 de juliol de 1792.
El 1793, va ocupar el càrrec de general de brigada en l'heroica defensa de Mayence el 1793, quan finalment es va haver de lliurar a l'exèrcit prussià. Després va secundar Hoche a Vendée en la lluita contra els Chouans a la Revolta de La Vendée. Després es va convertir en ministre de Defensa de França ("ministre de la guerra") del 3 de novembre de 1795 al 8 de febrer de 1796.

## Ambaixador a l'Imperi Otomà
El 1796, el general Aubert du Bayet va ser nomenat ambaixador ("ministre de la República") a l'Imperi Otomà. Va ser enviat a la cort otomana amb equips d'artilleria, i artillers i enginyers francesos per ajudar en el desenvolupament d'arsenals i foneries otomanes. Els oficials d'infanteria i cavalleria eren també per entrenar els Spahí i els geníssers, però es van veure frustrats per l'oposició dels geníssers. Irònicament, algunes d'aquestes tropes, entrenades en mètodes occidentals, van ser empleades amb èxit contra les tropes franceses de Napoleó uns quants anys després sota Sir Sydney Smith al Setge de Saint-Jean d'Acre el 1799.
 El seu comportament va fer les delícies de Selim III i, al seu retorn, van ser nomenats Nizam-gedittes o "Nous Regulars", però finalment van ser sacrificats i dispersats pels geníssers i clergues conservadors i els polítics, conduint a la deposició de Selim III.

Aubert du Bayet va morir de febre el 1797 mentre es trobava a Constantinoble. La seva vídua va tornar a França i es va casar amb el seu ajudant durant molt de temps Jean-François Carra de Saint-Cyr.